# Rhinoclama aupouria
Rhinoclama aupouria is een tweekleppigensoort uit de familie van de Cuspidariidae. De wetenschappelijke naam van de soort is voor het eerst geldig gepubliceerd in 1950 door Dell.